# ستيف يودر
ستيف يودر (بالإنجليزية: Steve Yoder)‏ هو مدرب كرة سلة أمريكي، ولد في عقد 1940.

## روابط خارجية
- ستيف يودر على موقع كلية كرة السلة في سبورتس رفرنس.كوم (الإنجليزية)